# Österreichische Fußball-Frauenmeisterschaft 2013/14
Die österreichische Fußball-Frauenmeisterschaft wurde 2013/14 zum 42. Mal nach der 35-jährigen Pause zwischen 1938 und 1972 ausgetragen. Die höchste Spielklasse ist die ÖFB Frauen-Bundesliga und wurde zum ersten Mal durchgeführt. Die zweithöchste Spielklasse (2. Liga), in dieser Saison die 35. Auflage, wurde in zwei regionale Ligen unterteilt, wobei die 2. Liga Mitte/West zum 5. Mal und die 2. Liga Ost/Süd zum 3. Mal durchgeführt wurde. Die Saison dauerte von Mitte August bis Mitte Juni.
Österreichischer Fußballmeister wurde zum 12. Mal in Folge SV Neulengbach. Die Meister der zweithöchsten Spielklasse wurden SG FC Bergheim/USK Hof (Mitte/West) und FSK St. Pölten-Spratzern II (Ost/Süd). In den Relegationsspielen konnte sich ASK Erlaa durchsetzen und war somit berechtigt, in der Saison 2014/15 in der ÖFB Frauen-Bundesliga zu spielen.

## Erste Leistungsstufe – ÖFB Frauen-Bundesliga

### Modus
Im Rahmen des im Meisterschaftsmodus durchgeführten Bewerbes spielte jede Mannschaft zweimal gegen jede gegnerische Mannschaft (Hin- und Rückrunde). Das Heimrecht ergab sich durch die Auslosung.

### Saisonverlauf
Die ÖFB Frauen-Bundesliga endete, wie die letzten Saisonen davor, mit dem Meistertitel für den SV Neulengbach, der mit 54 Punkten und einem Torverhältnis von plus 79 vor dem FSK St. Pölten-Spratzern gewann.

### Abschlusstabelle
Die Meisterschaft endete mit folgendem Ergebnis:
| Pl.                            | Verein                                  | Sp. | S  | U | N  | Tore    | Diff. | Punkte |
| ------------------------------ | --------------------------------------- | --- | -- | - | -- | ------- | ----- | ------ |
| 1.                             | SV Neulengbach (M)                      | 18  | 18 | 0 | 0  | 091:120 | +79   | 54     |
| 2.                             | FSK St. Pölten-Spratzern B1 (C)         | 18  | 16 | 0 | 2  | 073:170 | +56   | 48     |
| 3.                             | SKV Altenmarkt                          | 18  | 8  | 3 | 7  | 022:290 | −7    | 27     |
| 4.                             | FC Wacker Innsbruck                     | 18  | 7  | 2 | 9  | 034:330 | +1    | 23     |
| 5.                             | USC Landhaus                            | 18  | 7  | 1 | 10 | 031:400 | −9    | 22     |
| 6.                             | Union Kleinmünchen                      | 18  | 6  | 3 | 9  | 017:310 | −14   | 21     |
| 7.                             | FC Südburgenland                        | 18  | 5  | 5 | 8  | 028:330 | −5    | 20     |
| 8.                             | SG SK Sturm Graz Damen/FC Stattegg (RG) | 18  | 5  | 1 | 12 | 024:480 | −24   | 16     |
| 9.                             | LUV Graz                                | 18  | 4  | 3 | 11 | 014:500 | −36   | 15     |
| 10.                            | Carinthians Soccer Women B2             | 18  | 4  | 2 | 12 | 013:540 | −41   | 14     |
| Stand: Endstand. Quelle: NOeFV |                                         |     |    |   |    |         |       |        |

| (M)  | Österreichischer Fußball-Frauenmeister 2012/13 |
| (C)  | ÖFB-Ladies-Cup-Sieger 2012/13                  |
| (RG) | Gewinner der Relegation der Saison 2012/13     |

Qualifiziert über die Relegation
- 2. Liga Mitte/West – 2. Liga Ost/Süd: SKV Altenmarkt II (Relegation zur ÖFB Frauen-Bundesliga)

### Torschützenliste
Die Torschützenliste führte Nicole Billa vor Nina Burger und Lisa Marie Markas an.
| Pl. | Nat.       | Spieler           | Verein                   | Tore |
| --- | ---------- | ----------------- | ------------------------ | ---- |
| 01. | Osterreich | Nicole Billa      | FSK St. Pölten-Spratzern | 24   |
| 02. | Osterreich | Nina Burger       | SV Neulengbach           | 22   |
| 03. | Osterreich | Lisa Marie Makas  | FSK St. Pölten-Spratzern | 17   |
| 04. | Osterreich | Marlies Hanschitz | SV Neulengbach           | 12   |
| 0   | Osterreich | Stefanie Enzinger | FC Wacker Innsbruck      | 12   |
| 06. | Osterreich | Maria Gstöttner   | SV Neulengbach           | 11   |

## Zweite Leistungsstufe – 2. Liga
Die 2. Liga stellt die zweithöchste Leistungsgruppe im österreichischen Frauenfußball dar. Um die Kosten für die Vereine zu reduzieren, wird diese in zwei regionalen Gruppen ausgespielt: 2. Liga Mitte/West und 2. Liga Ost/Süd.
Die zweite Leistungsstufe bestand aus zwei Ligen, getrennt nach Regionen:
- 2. Liga Mitte/West mit den Vereinen aus Oberösterreich (OFV), Salzburg (SFV), Tirol (TFV) und Vorarlberg (VFV) und
- 2. Liga Ost/Süd mit den Vereinen aus Burgenland (BFV), Kärnten (KFV), Niederösterreich (NÖFV), Steiermark (StFV) und Wien (WFV).

In der 2. Liga spielen in der Saison 2013/14 spielten insgesamt 16 Teams um den Aufstieg in die ÖFB Frauen-Bundesliga, fünf  zweite Mannschaften von Vereinen waren nicht aufstiegsberechtigt.
Der allgemeine Modus sieht vor, dass in der jeweiligen Liga jedes Team gegeneinander antrat. Die Meister der beiden Ligen spielten in einer Relegation um den Aufstieg in die ÖFB Frauen-Bundesliga. Der Tabellenletzte der jeweiligen Liga stieg ab.

### 2. Liga Mitte/West

#### Modus
Im Rahmen des im Meisterschaftsmodus durchgeführten Bewerbes spielt jede Mannschaft zweimal gegen jede teilnehmende gegnerische Mannschaft (Hin- und Rückrunde). Das Heimrecht ergibt sich durch die Auslosung.

#### Saisonverlauf
Die Spielgemeinschaft SG FC Bergheim/USK Hof gewann die 2. Liga Mitte/West und ist berechtigt, die Relegation für die ÖFB Frauen-Bundesliga für die Saison 2014/15 zu spielen.

#### Abschlusstabelle
Die Meisterschaft endete mit folgendem Ergebnis:
| Pl.                          | Verein                                              | Sp. | S  | U | N  | Tore    | Diff. | Punkte |
| ---------------------------- | --------------------------------------------------- | --- | -- | - | -- | ------- | ----- | ------ |
| 1.                           | SG FC Bergheim/USK Hof (A)                          | 16  | 13 | 2 | 1  | 056:160 | +40   | 41     |
| 2.                           | RW Rankweil                                         | 16  | 12 | 2 | 2  | 057:100 | +47   | 38     |
| 3.                           | Union Geretsberg                                    | 16  | 11 | 1 | 4  | 047:270 | +20   | 34     |
| 4.                           | Heeres SV Wals (RV)                                 | 16  | 10 | 3 | 3  | 044:270 | +17   | 33     |
| 5.                           | ASKÖ Dionysen/Traun                                 | 16  | 5  | 2 | 9  | 025:520 | −27   | 17     |
| 6.                           | FFC Vorderland (N)                                  | 16  | 4  | 4 | 8  | 018:280 | −10   | 16     |
| 7.                           | Sportunion Wolfern                                  | 16  | 3  | 2 | 11 | 016:500 | −34   | 11     |
| 8.                           | SPG FC Lustenau/SC Austria Lustenau/FC Höchst 2lMW1 | 16  | 3  | 1 | 12 | 023:450 | −22   | 10     |
| 9.                           | FC Wacker Innsbruck II                              | 16  | 2  | 1 | 13 | 017:480 | −31   | 07     |
| Stand: Endstand. Quelle: OFV |                                                     |     |    |   |    |         |       |        |

| (A)  | Absteiger aus der ÖFB-Frauenliga der Saison 2012/13 |
| (N)  | Neueinsteiger aus der Landesliga der Saison 2012/13 |
| (RV) | Verlierer der Relegation der Saison 2012/13         |

Aufsteiger
- kein Aufsteiger oder Qualifikant über die Relegation

#### Torschützenliste
In der 2. Liga Mitte/West war Katharina Ungar die beste Torschützin.
| Pl. | Nat.       | Spieler           | Verein                 | Tore |
| --- | ---------- | ----------------- | ---------------------- | ---- |
| 01. | Osterreich | Katharina Unger   | SG FC Bergheim/USK Hof | 18   |
| 02. | Osterreich | Nadine Renzl      | Union Geretsberg       | 13   |
| 03. | Osterreich | Lisa Lausenhammer | Union Geretsberg       | 12   |
| 0   | Osterreich | Sarah Klotz       | RW Rankweil            | 12   |

### 2. Liga Ost/Süd

#### Modus
Im Rahmen des im Meisterschaftsmodus durchgeführten Bewerbes spielt jede Mannschaft zweimal gegen jede teilnehmende gegnerische Mannschaft (Hin- und Rückrunde). Das Heimrecht ergibt sich durch die Auslosung.

#### Saisonverlauf
Da die 2. Mannschaft von FSK St. Pölten-Spratzern war für die Relegationsspiele nicht spielberechtigt. Daher spielte der Zweitplatzierte der 2. Liga Ost/Süd, die Mannschaft von ASK Erlaa, um den Aufstieg in die ÖFB Frauen-Bundesliga für die Saison 2015/16.

#### Abschlusstabelle
Die Meisterschaft endete mit folgendem Ergebnis:
| Pl.                            | Verein                                   | Sp. | S  | U | N  | Tore    | Diff. | Punkte |
| ------------------------------ | ---------------------------------------- | --- | -- | - | -- | ------- | ----- | ------ |
| 1.                             | FSK St. Pölten-Spratzern II              | 22  | 19 | 2 | 1  | 085:180 | +67   | 59     |
| 2.                             | ASK Erlaa                                | 22  | 18 | 3 | 1  | 059:140 | +45   | 57     |
| 3.                             | SV Neulengbach II                        | 22  | 14 | 3 | 5  | 066:200 | +46   | 45     |
| 4.                             | FSG SC Wiener Neustadt/SV Gloggnitz      | 22  | 12 | 4 | 6  | 049:300 | +19   | 40     |
| 5.                             | 1. DFC Leoben                            | 22  | 11 | 2 | 9  | 061:420 | +19   | 35     |
| 6.                             | ASK Women Soccer Bruck 2LO1              | 22  | 9  | 5 | 8  | 037:330 | +4    | 32     |
| 7.                             | USC Landhaus II                          | 22  | 9  | 3 | 10 | 051:420 | +9    | 30     |
| 8.                             | ATSV Hollabrunn (RG)                     | 22  | 7  | 3 | 12 | 044:480 | −4    | 24     |
| 9.                             | FC Südburgenland II                      | 22  | 7  | 2 | 13 | 028:550 | −27   | 23     |
| 10.                            | SPG FC Feldkirchen/SV Magdalensberg (RG) | 22  | 4  | 4 | 14 | 030:760 | −46   | 16     |
| 11.                            | SV Horn                                  | 22  | 5  | 0 | 17 | 041:910 | −50   | 15     |
| 12.                            | ASK Baumgarten 2LO2                      | 22  | 1  | 1 | 20 | 006:880 | −82   | 04     |
| Stand: Endstand. Quelle: NOeFV |                                          |     |    |   |    |         |       |        |

| (RG) | Gewinner der Relegation der Saison 2012/13 |

Qualifiziert über die Relegation
- Landesliga Kärnten – Landesliga Steiermark: SG SK Sturm Graz Damen/FC Stattegg II (Relegation zur 2. Liga Ost/Süd)
- Landesliga Niederösterreich – Landesliga Wien: SKV Altenmarkt II (Relegation zur 2. Liga Ost/Süd)

#### Torschützenliste
In der 2. Liga Ost/Süd traf Natalija Golob vor Nicole Bauer und Christina Peintinger die meisten Tore.
| Pl. | Nat.       | Spieler              | Verein        | Tore |
| --- | ---------- | -------------------- | ------------- | ---- |
| 01. | Osterreich | Natalija Golob       | 1. DFC Leoben | 17   |
| 02. | Osterreich | Nicole Bauer         | ASK Erlaa     | 16   |
| 03. | Osterreich | Christina Peintinger | 1. DFC Leoben | 14   |

## Relegation

### Relegation zur ÖFB Frauen-Bundesliga
Es gab ein Relegationsduell um den Aufstieg in die ÖFB Frauen-Bundesliga für die Saison 2014/15, das in einem Hinspiel und einem Rückspiel, ausgetragen wurde. Die Relegation zur ÖFB Frauen-Bundesliga bestritten der Meister der 2. Liga Mitte/West, die Spielgemeinschaft SG FC Bergheim/USK Hof, und die Wiener Mannschaft vom ASK Erlaa, die die 2. Liga Ost/Süd gewann.
| Datum                               |                  | Gesamt |                               | Hinspiel  | Rückspiel |
| ----------------------------------- | ---------------- | ------ | ----------------------------- | --------- | --------- |
| 21.06.2014, 17:45 15.06.2014, 15:00 | ASK Erlaa (2LOS) | 6:0    | SG FC Bergheim/USK Hof (2LMW) | 2:0 (1:0) | 4:0 (0:2) |

| Legende: (2LMW): 2. Liga Mitte/West, (2LOS): 2. Liga Ost/Süd |

### Relegation zur 2. Liga Mitte/West
Im Westen wurde eine Relegation zur 2. Liga Mitte/West weder in der Landesliga Mitte-Region noch in der Landesliga West-Region nicht ausgetragen.

### Relegation zur 2. Liga Ost/Süd
Landesliga Ost-Region
In der Landesliga Ost-Region wurden zwei Relegationsspiele ausgespielt, in dem die Meisterinnen aus Niederösterreich und Wien in einem Hin- und Rückspiel um den Aufstieg kämpften.
| Datum                               |                        | Gesamt |                          | Hinspiel  | Rückspiel |
| ----------------------------------- | ---------------------- | ------ | ------------------------ | --------- | --------- |
| 14.06.2014, 16:30 21.06.2014, 16:30 | Wiener Sportklub (LLW) | 0:7    | SKV Altenmarkt II (LLNÖ) | 0:3 (0:0) | 0:4 (0:3) |

| Legende: (LLNÖ): Niederösterreich, (LLW): Wien |

Landesliga Süd-Region
Es gab in der Landesliga Süd-Region zwei Relegationsspiele um den Aufstieg in die 2. Liga Ost/Süd für die Saison 2014/15, in dem die Meisterinnen aus Kärnten und Steiermark in einem Hin- und Rückspiel den Aufsteiger ermittelten.
| Datum                               |                                          | Gesamt |                                              | Hinspiel  | Rückspiel |
| ----------------------------------- | ---------------------------------------- | ------ | -------------------------------------------- | --------- | --------- |
| 15.06.2014, 17:00 21.06.2014, 16:00 | SPG SV Spittal/Drau/SV Rothenthurn (LLK) | 1:2    | SG SK Sturm Graz Damen/FC Stattegg II (LLSt) | 1:0 (1:0) | 0:2 (0:1) |

| Legende: (LLK): Kärnten, (LLSt): Steiermark |